# ۷۸۳ (میلادی)
۷۸۳ (میلادی) هفتصد و هشتاد و سومین سال تقویم میلادی است.

## درگذشتگان
- ۳۰ آوریل - هیلدگارد، همسر شارلمانی و ملکهٔ فرانک‌ها
- هان گان، نقاش چینی سلسله تانگ

‎